# اسلیت‌میوت (آلاسکا)
اسلیت‌میوت (به انگلیسی: Sleetmute) شهری در ناحیه سرشماری بتل، آلاسکا ایالت آلاسکا است که جمعیت آن در سرشماری سال ۲۰۰۰ میلادی ۱۰۰ نفر بوده‌است.